# طوبولوجيا هندسية
في الرياضيات، فإن الطوبولوجيا الهندسية هي دراسة المشعبات والخرائط بينها، خاصةً زخارف مشعب متعددة إلى أخرى. يمكن القول أن الطوبولوجيا الهندسية كمجال متميز عن الطوبولوجيا الجبرية قد نشأ في تصنيف مساحات العدسات لعام 1935 بواسطة Reidemeister torsion، والتي تطلبت مسافات مميزة مكافئة للظواهر المثلية ولكنها غير متجانسة. كان هذا هو أصل نظرية مثلية التوضع البسيطة. يبدو أن استخدام مصطلح الطوبولوجيا الهندسية لوصفها قد نشأ حديثًا إلى حد ما.